# Retirada del Rabón
Episodio ocurrido el 4 de octubre de 1818, durante la Invasión Portuguesa, a la Banda Oriental.
Después de haber salvado a José Artigas en la Batalla de Queguay Chico, Fructuoso Rivera marchó hasta la barra del arroyo Rabón, al suroeste del actual departamento de Paysandú, con la intención de atacar a fuerzas luso-brasileñas. 
Al frente de 600 hombres el caudillo oriental se encontró sorpresivamente con un ejército que lo superaba ampliamente en número (2000 soldados) al mando del guerrillero riograndense Bento Manuel Ribeiro.

En su carta del 22 de octubre de 1818, João de Deus Mena Barreto Visconde de São Gabriel,  destaca de las tropas federales: ...el enemigo ocupaba las más elevadas alturas que nos dominaban: comenzó a retirarse, prohibiendo la reunión de parte de nuestra caballería; y toda su fuerza no se podía ver desde el desnivel del terreno... separó cuerpos para proteger a sus guerrilleros también en los costados: se libró un fuego continuo en ambos lados...
Debió emprender retirada arriesgando una catástrofe, y logró escapar con fuerzas casi intactas (perdiendo sólo 6 hombres).[cita requerida]
 
Según el español Calvo ...sosteniendo una retirada de doce leguas. ...los Orientales perdieron 12 plazas y 2 bravos oficiales, todos muertos.

Luego de diez largas horas de combate en retirada, a lo largo de 60 km, pudo librarse de su perseguidor en una hazaña táctica que contribuyó a sentar su fama de guerrillero escurridizo e imprevisible.[cita requerida]